# 이라클리스 테살로니키 FC
이라클리스 테살로니키 FC(그리스어: Ηρακλής Θεσσαλονίκης ΠΑΕ)는 그리스의 축구 클럽으로 간단히 이라클리스 FC로도 알려져 있다. 클럽의 연고지는 테살로니키이고 1908년에 오스만 헬레닉 클럽 오브 테살로니키-이라클리스 (Ottoman Hellenic Club of Thessaloniki - Iraklis)란 이름으로 창단되었다. 이 당시에 테살로니키는 오스만 제국의 지배하에 있었기 때문에 오스만이란 이름이 붙었다. 클럽의 명칭은 그리스 신화의 반신반인인 헤라클레스의 이름을 따서 지었다.

## 역대 성적
- 그리스 컵 우승

우승 (1): 1976
- 그리스 컵 준우승

우승 (4): 1947, 1957, 1980, 1987
- 발칸컵 우승

우승 (1): 1985

## 선수 명단

### 현역
참고: FIFA 자격 규정에 따라 소속된 국가대표팀 국기를 표시합니다. 선수는 복수의 FIFA 비회원국 국적을 가지고 있을 수 있습니다.
| 번호 | 포지션 | 국적         | 이름              |
| ---- | ------ | ------------ | ----------------- |
| 4    | MF     | 가나         | 스티븐 해먼드     |
| 9    | FW     | 알바니아     | 크리스티안 쿠쉬타 |
| 17   | MF     | 코트디부아르 | 셰익 두쿠레       |
| 20   | MF     |              | 이고리 시콜리크   |

| 번호 | 포지션 | 국적         | 이름       |
| ---- | ------ | ------------ | ---------- |
| 82   | GK     |              | 바실 소바  |
| 97   | FW     | 코트디부아르 | 장 모렐 포 |

## 역대 감독
| 감독                  | 임기        |
| --------------------- | ----------- |
| 알케타스 파나굴리아스 | 1997        |
| 세르히오 마르카리안   | 2004 ~ 2005 |
| 올레흐 프로타소우     | 2009        |